# Agronomska in gozdarska fakulteta v Ljubljani
Agronomska in gozdarska fakulteta, tudi Agronomsko-gozdarska fakulteta s sedežem v Ljubljani, je bivša fakulteta, članica Univerze v Ljubljani.

## Zgodovina
Fakulteta je bila tako preimenovana leta 1949, ko je dotakratna Agronomska fakulteta (ustanovljena dve leti prej) začela izvajati tudi študij gozdarstva in bila temu primerno ustrezno preimenovana. Leta 1956 je bila preimenovana v Fakulteto za agronomijo, gozdarstvo in veterinarstvo.